# Morro Reatino
Morro Reatino és un comune (municipi) de la província de Rieti, a la regió italiana del Laci, situat a uns 80 km al nord-est de Roma i a uns 15 km al nord de Rieti. A 1 de gener de 2019 la seva població era de 343 habitants.